# Battaglia di Wadi
La battaglia di Wadi è stata un episodio della Campagna di Mesopotamia della prima guerra mondiale durante il quale le forze britanniche inviate in soccorso al generale Charles Vere Ferrers Townshend - che si trovava sotto assedio a Kut – vennero sconfitte dall'esercito ottomano.

## Contesto
Il 5 dicembre 1915 l'esercito ottomano guidato da Halil Kut e dal feldmaresciallo Colmar von der Goltz raggiunse le forze del generale Townshend acquartierate a Kut (circa 80 km a sud di Baghdad). Il generale Sir John Nixon incaricò Fenton Aylmer di andare in aiuto a Townshend.
Un primo tentativo, il 6 gennaio 1916 vide l'avanguardia di Aymler, guidata dal general-maggiore George Younghusband, duramente sconfitta a Shiekh Sa'ad. Nonostante la vittoria e le forti perdite inflitte al nemico, il 9 gennaio gli ottomani si ritirarono di circa 16 km verso il fiume Wadi.

## La battaglia
Aymler decise di raggiungere le forze ottomane e il 13 gennaio, dopo averle circondate, ordinò al brigadier generale George Kemball di attaccare frontalmente. Nel frattempo il resto delle forze britanniche avrebbero dovuto effettuare una manovra sui fianchi. Tuttavia, a causa della mancanza di mappe accurate dell'area, l'attacco britannico fu un fallimento.
Dopo aver subito ulteriori ingenti perdite, Aymler fu costretto a ritirarsi sulla riva destra del fiume Tigri.